# Jorge Rojo Lugo
Jorge Rojo Lugo är en ort i Mexiko.   Den ligger i kommunen Mineral de la Reforma och delstaten Hidalgo, i den sydöstra delen av landet, 80 km nordost om huvudstaden Mexico City. Jorge Rojo Lugo ligger 2 359 meter över havet och antalet invånare är 372.
Terrängen runt Jorge Rojo Lugo är kuperad norrut, men söderut är den platt. Runt Jorge Rojo Lugo är det mycket tätbefolkat, med 1 135 invånare per kvadratkilometer. Närmaste större samhälle är Pachuca de Soto, 3,9 km norr om Jorge Rojo Lugo. Omgivningarna runt Jorge Rojo Lugo är i huvudsak ett öppet busklandskap.